# مقاطعة ماريون (ميزوري)
مقاطعة ماريون (بالإنجليزية: Marion County)‏ هي إحدى المقاطعات في ولاية ميزوري في الولايات المتحدة الأمريكية.

## أعلام
- هاري ريتشارد لانديس
- توماس سكوت بالدوين
- جين دراويل